# Frecciarossa
Frecciarossa (dob. »rdeča puščica«) je hitri vlak italijanskega nacionalnega železniškega operaterja Trenitalia, pa tudi del kategorije vlakov Le Frecce. Ime se uporablja od leta 2008 pred tem je bil vlak znan pod imenom Eurostar Italia. 
Vlaki Frecciarossa vozijo s hitrostjo do 300 km/h. Frecciarossa je glavna storitev Trenitalie in tekmuje z italo, ki ga upravlja Nuovo Trasporto Viaggiatori. Trenitalia upravlja tudi sestrski blagovni znamki Frecciargento in Frecciabianca za počasnejše storitve.

## Povezave
Vlaki Frecciarossa vozijo po namenskih železniških progah za visoke hitrosti, na nekaterih linijah pa tudi po običajnih železniških progah z nižjimi omejitvami hitrosti. Trenutne omejitve na tirih določajo največjo vozno hitrost obeh vrst vlakov na 300 km/h. Vlaki Frecciarossa vozijo na naslednjih povezavah:
- Torino - Milano - Reggio Emilia AV - Bologna - Firence - Rim - Neapelj - Salerno
- Torino – Milano – Brescia – Verona – Vicenza – Padova – Benetke – Monfalcone – Trst
- Benetke - Padova - Bologna - Firence - Rim - Neapelj - Salerno
- Bergamo - Brescia - Verona - Bologna - Firence - Rim
- Udine - Pordenone - Treviso - Benetke - Padova - Vicenza - Verona - Brescia - Milano
- Milano - Reggio Emilia AV - Bologna - Rimini - Ancona - S. Benedetto T. - Pescara - Termoli - Foggia - Bari - Brindisi - Lecce
- Milano - Bologna - Firence - Rim - Neapelj - Salerno - Potenza - Ferrandina - Metaponto - Taranto
- Benetke - Padova - Vicenza - Verona - Brescia - Milano - Pavia - Genova
- Benetke - Padova - Ferrara - Bologna - Firence - Rim - Neapelj - Salerno
- Perugia - Arezzo - Firence - Bologna - Reggio Emilia AV - Milano - Torino
- Milano - Reggio Emilia AV - Bologna - Firence - Rim - Neapelj - Salerno - Agropoli - Sapri
- Milano - Reggio Emilia EV - Bologna - Firence - Paola - Lamezia - Rosarno - Villa San Giovanni - Reggio Calabria^

Blagovna znamka vključuje tudi povezavo Milan–Pariz Frecciarossa, ki vozi na dveh progah:
- Milano – Torino – Bardonecchia (sezonsko) [7] – Modane – Chambéry-Challes-les-Eaux – Lyon-Part-Dieu – Pariz Gare de Lyon
- Lyon-Perrache – Lyon-Part-Dieu – Pariz Gare de Lyon

## Vozni park
Frecciarossa uporabljajo naslednje vrste vlakov:
- ETR.500: nenagibni vlak, sestavljen iz enajstih potniških vagonov (eden s kavarno/restavracijo) s 574 sedeži, vlečeta jih dve lokomotivi E.404, hitrosti do 300 km/h.
- ETR.600: nagibni vlak, sestavljen iz sedmih potniških vagonov (eden ima kavarno/restavracijo) s 432 sedeži, hitrosti do 250 km/h.
- ETR.700: nenagibni vlak, sestavljen iz 8 potniških vagonov (eden s kavarno/restavracijo) s 497 sedeži, hitrosti do 250 km/h.
- ETR.1000: nenagibni električni vlak, sestavljen iz osmih potniških vagonov (eden s storitvijo kavarne/restavracije) s 457 sedeži, hitrosti do 400 km/h.

## Nesreče in incidenti
- 6. februarja 2020 je vlak Frecciarossa iztiril pri Ospedaletto Lodigiano, pri čemer sta umrli dve osebi, 27 drugih je bilo ranjenih.[8]

- 10. decembra 2023 je vlak Frecciarossa trčil v drugi potniški vlak v Faenzi in pri tem poškodoval 17 ljudi.[9]